# Australische Cricket-Nationalmannschaft in Südafrika in der Saison 1902/03
Die Tour der australischen Cricket-Nationalmannschaft nach Südafrika in der Saison 1902/03 fand vom 11. Oktober bis zum 11. November 1902 statt. Die internationale Cricket-Tour war Bestandteil der Internationalen Cricket-Saison 1902/03 und umfasste drei Tests. Australien gewann die Serie 2–0.

## Vorgeschichte
Für beide Mannschaften war es die erste Tour der Saison. Es war das erste Aufeinandertreffen der beiden Mannschaften bei einer Tour.

## Stadien
Die folgenden Stadien wurden für die Tour als Austragungsort vorgesehen:
| Stadion                    | Stadt        | Kapazität | Spiele       |
| -------------------------- | ------------ | --------- | ------------ |
| Old Wanderers No. 1 Ground | Johannesburg |           | 1. & 2. Test |
| Newlands Cricket Ground    | Kapstadt     | 25.000    | 3. Test      |

## Kaderlisten
Die Mannschaften benannten die folgenden Kader:
| Test | Test |
| Südafrika | Australien |
| --- | --- |
| - Henry Taberer (K) - Biddy Anderson (VK) - Barberton Halliwell (VK, wk) - Maitland Hathorn - Johannes Kotze - Charlie Llewellyn - Bonnor Middleton - Dave Nourse - George Rowe - William Shalders - Jimmy Sinclair - Charlie Smith - Louis Tancred - George Thornton - Percy Twentyman-Jones | - Joe Darling (K) - Warwick Armstrong - Reggie Duff - Syd Gregory - Clem Hill - Bert Hopkins - Bill Howell - Ernie Jones - James Kelly (wk) - Monty Noble - Jack Saunders - Hugh Trumble - Victor Trumper |

## Tests

### Erster Test in Johannesburg
| 11. – 14. Oktober Scorecard | Johannesburg | Südafrika 454 (95) & 101-4 (32) | – | Australien 296 (51) & 372-7 (78) |
|                             |              | Remis                           |   |                                  |

Südafrika gewann den Münzwurf und entschied sich als Schlagmannschaft zu beginnen. Für Südafrika formten die Eröffnungs-Batter William Shalders und Louis Tancred eine Partnerschaft. Shalders schied nach 19 Runs aus, woraufhin Charlie Llewellyn aufs Feld kam und ein Fifty über 90 Runs erzielte. Er wurde gefolgt durch Jimmy Sinclair, woraufhin Tancred sein Wicket nach einem Fifty über 97 Runs verlor. Sinclair fand mit Maitland Hathorn einen weiteren Partner, und nachdem Sinclair nach 44 Runs ausschied, folgte ihm Hathorn nach 45 Runs. Daraufhin erreichte Charlie Smith 13 Runs und Dave Nourse und Barberton Halliwell formten eine Partnerschaft die den tag beim Stand von 428/7 beendete. Nach einem Ruhetag verlor Nourse sein Wicket nach einem Fifty über 72 Runs und kurz darauf auch Halliwell nach einem Fifty über 57 Runs. Das Innings endete nach 454 Runs. Beste australische Bowler waren Bert Hopkins mit 3 Wickets für 59 Runs und Ernie Jones mit 3 Wickets für 78 Runs. Australien begann mit den Eröffnungs-Battern Victor Trumper und Warwick Armstrong. Armstrong schied nach 11 Runs aus und wurde gefolgt durch Clem Hill. Nachdem Trumper ein Fifty über 63 Runs erreicht hatte, folgte ihm Reggie Duff. Hill gelang ein Fifty über 76 Runs und an der Seite von Duff konnte Hugh Trumble 13 und James Kelly 25 Runs erzielen. Duff hatte ein Fifty über 82* Runs erreicht, als das letzte Wicket fiel, und so den Rückstand auf 158 Runs verkürzt. Dies war dennoch hoch genug dafür, dass Südafrika das Follow-On einfordern konnte und so kam Australien ein zweites Mal an den Schlag. Beste südafrikanische Bowler waren Charlie Llewellyn mit 6 Wickets für 92 Runs und Jimmy Sinclair mit 4 Wickets für 129 Runs. In ihrem zweiten Innings begannen für Australien Victor Trumper und Reggie Duff. Duff schied nach 1 Runs aus und Trumper nach 37 Runs, woraufhin sich Clem Hill zusammen mit Warwick Armstrong etablieren konnte und den Tag beim Stand von 76/2 beendete. Am dritten Spieltag schied Armstrong nach einem Fifty über 59 Runs aus und der hineinkommende Joe Darling erreichte 14 Runs. Nachdem Monty Noble aufs Feld gekommen war, verlor Hill nach einem Century über 142 Runs sein Wicket. An der Seite von Noble erzielte Bert Hopkins 30 Runs, bevor das Innings mit einer Vorgabe von 215 Runs für Südafrika durch Australien deklariert wurde. Noble hatte bis dahin ein Fifty über 53* Runs erzielt. Bester südafrikanischer Bowler war Charlie Llewellyn mit 3 Wickets für 124 Runs. Für Südafrika bildete Eröffnungs-Batter Louis Tancred zusammen mit dem dritten Schlagmann Mailand Hathorn eine Partnerschaft. Tancred gelangen 24 Runs und der hineinkommende Jimmy Sinclair erzielte 19 Runs. Nachdem Charlie Smith ins Spiel gekommen war, verlor Hathorn sein Wicket nach 31 Runs und als Smith 16* Runs erzielt hatte, endete der Tag und das Spiel im Remis.

### Zweiter Test in Johannesburg
| 18. – 21. Oktober Scorecard | Johannesburg | Australien 175 (55.1) & 309 (81.4) | – | Südafrika 240 (53) & 85 (22) |
|                             |              | Australien gewinnt mit 159 Runs    |   |                              |

Australien gewann den Münzwurf und entschied sich als Schlagmannschaft zu beginnen. Für sie formten die Eröffnungs-Batter Victor Trumper und Reggie Duff eine Partnerschaft. Trumper schied nach 18 Runs aus, woraufhin Warwick Armstrong ins Spiel kam. Nachdem Duff nach 43 Runs ausgeschieden war, verlor Armstrong kurz darauf nach 49 Runs sein Wicket. Von den verbliebenen Battern konnten Bert Hopkins und James Kelly eine Partnerschaft formen. Hopkins gelangen 20 Runs und Kelly verlor das letzte wicket des Innings nach 16 Runs. Beste südafrikanische Bowler waren Charlie Llewellyn mit 5 Wickets für 43 Runs und Johannes Kotze mit 3 Wickets für 64 Runs. Für Südafrika bildeten die Eröffnungs-Batter Louis Tancred und William Shalders eine Partnerschaft. Tancred erreichte 19 Runs und Shalders 42 Runs, bevor Maitland Hathorn und Jimmy Sinclair eine Partnerschaft formten. Hathorn schied nach 12 Runs aus, woraufhin Charlie Smith ins Spiel kam und der Tag beim Stand von 136/3 endete. Nach einem Ruhetag verlor smith sein Wicket nach 12 Runs und der hineinkommende Charlie Llewellyn erreichte 10 Runs. Nachdem Biddy Anderson ins Spiel gekommen war, schied Sinclair nach einem Century über 101 Runs aus. Anderson gelangen 32 Runs uns das Innings endete mit einem Vorsprung von Südafrika über 65 Runs. Beste australische Bowler waren Victor Trumper mit 3 Wickets für 60 Runs und Monty Noble mit 3 Wickets für 75 Runs. Für Australien konnte sich Eröffnungs-Batter Warwick Armstrong etablieren. und an seiner Seite Syd Gregory und Victor Trumper jeweils 13 Runs erzielen, sowie Reggie Duff 44 und Monty Noble 24 Runs. Daraufhin endete der Tag beim Stand von 201/5. Am dritten Spieltag gelangen Clem Hill 12 Runs, während Armstrong das innings ungeschlagen mit einem Century über 159* Runs beendete und so die Vorgabe für Südafrika auf 245 Runs einstellte. Beste südafrikanische Bowler waren Charlie Llewellyn mit 5 Wickets für 73 Runs und Jimmy Sinclair mit 3 Wickets für 118 Runs. Für Südafrika bildete Eröffnungs-Batter Louis Tancred und der vierte Schlagmann Jimmy Sinclair eine Partnerschaft. Sinclair erreichte 18 Runs und kurz darauf schied auch Tancred nach 29 Runs aus. Von den verbliebenen Battern erzielte Biddy Anderson 11 und der hineinkommende Dave Nourse konnte dann mit ungeschlagenen 18* Runs nicht mehr die Vorgabe gefährden. Beste australische Bowler waren Jack Saunders mit 7 Wickets für 34 Runs und Bill Howell mit 3 Wickets für 23 Runs.

### Dritter Test in Kapstadt
| 8. – 11. November Scorecard | Kapstadt | Australien 252 (70.5) & 59-0 (9.5) | – | Südafrika 85 (33.2) & 225 (63.1) (f/o) |
|                             |          | Australien gewinnt mit 10 Wickets  |   |                                        |

Australien gewann den Münzwurf und entschied sich als Schlagmannschaft zu beginnen. Für sie bildeten Reggie Duff und Victor Trumper eine Partnerschaft. Duff erreichte 34 Runs und wurde durch Clem Hill ersetzt. Nachdem Duff nach 34 Runs ausschied erreichten an der Seite von Hill Bert Hopkins 16 und Syd Gregory 11 Runs. Hill beendete dann ungeschlagen das Innings nach einem Fifty über 91 Runs. Bester südafrikanischer Bowler war Charlie Llewellyn mit 6 Wickets für 97 Runs. Für Südafrika eröffnete William Shalders und der Tag endete beim Stand von 11/0. Nach einem Ruhetag verlor Shalders nach 11 Runs sein Wicket und der hineinkommende Charlie Smith fand mit Maitland Hathorn einen Partner. Smith schied nach 16 Runs aus, woraufhin Dave Nourse ins Spiel kam. Hathorn gelangen 19 Runs und wurde durch Barberton Halliwell ersetzt. Nurse verlor sein Wicket nach 15 Runs und Halliwell kurz darauf nach 13 Runs, so dass das Innings mit einem Rückstand von 167 Runs endete. Australien forderte daraufhin das Follow-on ein. Beste australische Bowler waren Bill Howell mit 4 Wickets für 18 Runs und Jack Saunders mit 4 Wickets für 37 Runs. In ihrem zweiten Innings bildeten für Südafrika Eröffnungs-Batter William Shalders und der dritte Schlagmann Charlie Smith eine Partnerschaft. Shalders erreichte 50 Runs und wurde durch Jimmy Sinclair ersetzt, bevor auch Smith nach 45 Runs ausschied. Sinclair fand mit Maitland Hathorn einen weiteren Partner, bevor er selbst nach einem Century über 104 Runs ausschied. Damit endete der Tag beim Stand von 216/6. Am dritten Spieltag verlor Hathorn dann das letzte Wicket nach 18 Runs und stellte damit Australien eine Vorgabe von 59 Runs. Bester australischer Bowler war Bill Howell mit 5 Wickets für 81 Runs. Für Australien konnten dann die Eröffnungs-Batter Reggie Duff und Victor Trumper die Vorgabe im zehnten Over einholen. Trumper erzielte dabei 38* Runs und Duff 20* Runs.

## Statistiken
Die folgenden Cricketstatistiken wurden bei dieser Tour erzielt.
| Tests             | Tests      | Tests   | Tests   | Tests   | Tests   | Tests   | Tests   | Tests   |
| Batting           | Batting    | Batting | Batting | Batting | Batting | Batting | Batting | Batting |
| Spieler           | Mannschaft | Spiele  | Innings | Runs    | Average | HS      | 100s    | 50s     |
| ----------------- | ---------- | ------- | ------- | ------- | ------- | ------- | ------- | ------- |
| Clem Hill         | Australien | 3       | 5       | 327     | 81,75   | 142     | 1       | 2       |
| Jimmy Sinclair    | Südafrika  | 3       | 6       | 286     | 47,66   | 104     | 2       | 0       |
| Warwick Armstrong | Australien | 3       | 5       | 281     | 70,25   | 159*    | 1       | 1       |
| Victor Trumper    | Australien | 3       | 6       | 239     | 47,80   | 70      | 0       | 2       |
| Reggie Duff       | Australien | 3       | 6       | 238     | 59,50   | 82*     | 0       | 1       |
| Bowling           |            |         |         |         |         |         |         |         |
| Spieler           | Mannschaft | Spiele  | Overs   | Wickets | Average | BBI     | 5W      | 10W     |
| Charlie Llewellyn | Südafrika  | 3       | 132.4   | 25      | 17,92   | 6/92    | 4       | 1       |
| Jack Saunders     | Australien | 2       | 49.3    | 15      | 11,73   | 7/34    | 1       | 0       |
| Bill Howell       | Australien | 2       | 64.0    | 14      | 12,42   | 5/81    | 1       | 0       |
| Jimmy Sinclair    | Südafrika  | 3       | 87.0    | 9       | 52,11   | 4/129   | 0       | 0       |
| Monty Noble       | Australien | 3       | 44.0    | 6       | 27,50   | 3/75    | 0       | 0       |
| Victor Trumper    | Australien | 3       | 33.0    | 6       | 29,16   | 3/60    | 0       | 0       |
| Johannes Kotze    | Südafrika  | 2       | 56.5    | 6       | 33,33   | 3/64    | 0       | 0       |